# کاسار د پالومرو
کاسار د پالومرو (به اسپانیایی: Casar de Palomero) یک دهستان‌های اسپانیا و دهستان و شهرک در اسپانیا است که در استان کاسرس واقع شده‌است. کاسار د پالومرو ۳۷ کیلومتر مربع مساحت دارد.